# Listowoje (Rajon Selenogradsk)
Listowoje (russisch Листовое, deutsch Woydiethen) ist ein Ort in der russischen Oblast Kaliningrad. Er gehört zur kommunalen Selbstverwaltungseinheit Stadtkreis Selenogradsk im Rajon Selenogradsk.

## Geographische Lage
Listowoje liegt 30 Kilometer nordwestlich der Oblasthauptstadt Kaliningrad (Königsberg) und etwa sieben Kilometer südwestlich von Swetlogorsk (Rauschen) an der Kommunalstraße 27K-101 von Kljukwennoje (Klycken) nach Russkoje (Germau). Eine Bahnanbindung besteht nicht.

## Geschichte
Das im Jahre 1339 gegründete und bis 1946 Woydiethen genannte Dorf wurde 1874 in den neu errichteten Amtsbezirk Kirschappen (heute russisch: Druschba) eingegliedert, der zum Kreis Fischhausen im Regierungsbezirk Königsberg der preußischen Provinz Ostpreußen gehörte. Im Jahre 1910 zählte Woydiethen 81 Einwohner.
Am 30. September 1928 gab Woydiethen, das damals aus zwei großen Höfen und einer Meierei bestand, seine Eigenständigkeit auf und schloss sich mit Weidehnen (heute russisch: Schatrowo) und Kirschappen (Druschba) zur neuen Landgemeinde Weidehnen zusammen. Der Amtsbezirk Kirschappen wurde kurze Zeit später in „Amtsbezirk Weidehnen“ umbenannt und trat 1939 dem Landkreis Samland bei.
In Kriegsfolge kam Woydiethen 1945 mit dem nördlichen Ostpreußen zur Sowjetunion. Der Ort erhielt im Jahr 1950 die russische Bezeichnung Listowoje und wurde gleichzeitig dem Dorfsowjet Schatrowski selski Sowet im Rajon Primorsk zugeordnet. Von 2005 bis 2015 gehörte Listowoje zur Landgemeinde Krasnotorowskoje selskoje posselenije und seither zum Stadtkreis Selenogradsk.

## Kirche
Die mehrheitlich evangelische Bevölkerung Woydiethens war bis 1945 in das Kirchspiel der Pfarrkirche in Heiligenkreutz (heute russisch: Krasnotorowka) eingegliedert. Es gehörte zum Kirchenkreis Fischhausen (Primorsk) in der Kirchenprovinz Ostpreußen der Kirche der Altpreußischen Union. Heute liegt Listowoje im Einzugsbereich der evangelisch-lutherischen Auferstehungskirche in Kaliningrad (Königsberg), der Hauptkirche der Propstei Kaliningrad der Evangelisch-lutherischen Kirche Europäisches Russland. 